# Giải quần vợt Úc Mở rộng 2019
Giải quần vợt Úc Mở rộng 2019 là một giải đấu quần vợt Grand Slam sẽ được diễn ra tại sân Melbourne Park từ ngày 14 đến ngày 27 tháng 1 năm 2019. Đây sẽ là lần thứ 107 Giải quần vợt Úc Mở rộng được tổ chức, lần thứ 51 trong Kỷ nguyên Mở, và là giải Grand Slam đầu tiên trong năm. Giải đấu sẽ bao gồm các tay vợt chuyên nghiệp trong các trận đấu đơn, đôi và đôi hỗn hợp. Các vận động viên trẻ và xe lăn cũng sẽ tham gia vào các sự kiện đơn và đôi. Cũng như những năm trước, giải đấu được tài trợ bởi Kia.
Đây sẽ là lần đầu tiên Giải quần vợt Úc Mở rộng xuất hiện loạt tie-break set cuối, nó sẽ được áp dụng trong tất cả các thể thức thi đấu. Khi tỷ số của trận đấu đang là 6-6 ở set cuối, tay vợt đầu tiên dẫn trước 10 điểm và dẫn trước ít nhất 2 điểm sẽ thắng trận đấu. Trận đấu giữa Katie Boulter và Ekaterina Makarova là trận đấu đầu tiên ở vòng đấu chính thức được áp dụng luật này.
Lần đầu tiên ở giải đấu nam, quãng nghỉ 10 phút để làm mát sẽ được áp dụng sau set ba.
Trong 5 năm kể từ giải đấu năm 2019, Dunlop sẽ thay thế cho Wilson để trở thành nhà tài trợ bóng quần vợt.
Roger Federer là nhà đương kim vô địch nội dung đơn nam và Caroline Wozniacki là nhà đương kim vô địch nội dung đơn nữ, nhưng họ đã không thể bảo vệ thành công danh hiệu, khi Federer thua trước Stefanos Tsitsipas ở vòng bốn và Wozniacki thua trước Maria Sharapova ở vòng ba.

## Giải đấu

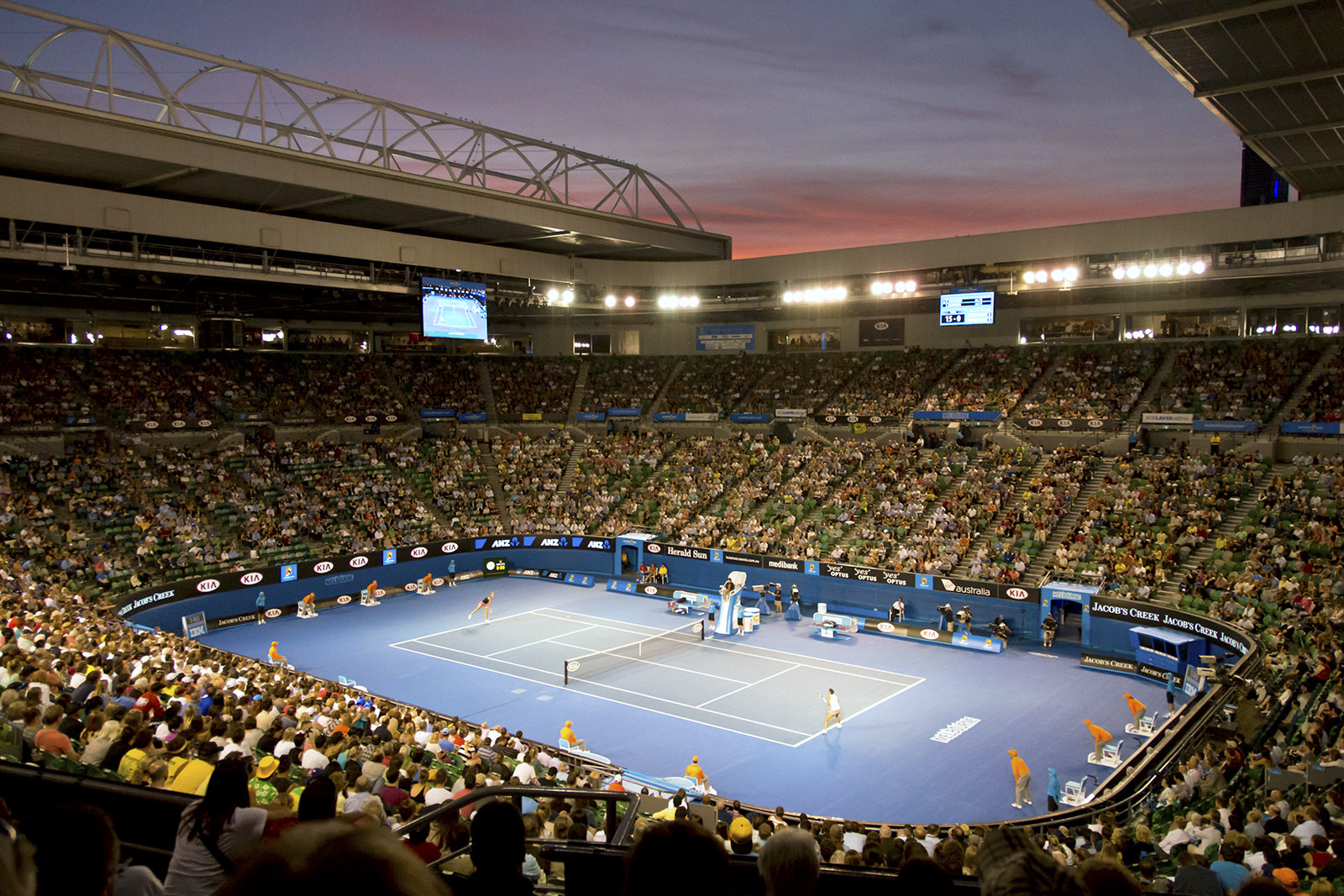
Rod Laver Arena sẽ là nơi diễn ra các trận chung kết của Giải quần vợt Úc Mở rộng

Giải quần vợt Úc Mở rộng 2019 là lần thứ 107 giải đấu được tổ chức và sẽ được diễn ra tại sân Melbourne Park ở Victoria, Úc.
Giải đấu được điều hành bởi Liên đoàn quần vợt quốc tế (ITF) và là một phần của lịch thi đấu ATP Tour 2019 và WTA Tour 2019 dưới thể loại Grand Slam. Giải đấu bao gồm các nội dung đơn và đôi của nam và nữ cũng như nội dung đôi nam nữ. Giải đấu cũng có các nội dung đơn và đôi cho các vận động viên nam trẻ và nữ trẻ (dưới 18 tuổi), là một phần ở thể loại Hạng A của giải đấu. Giải đấu cũng có các nội dung đơn, đôi và quad cho các vận động quần vợt xe lăn và là một phần của NEC tour dưới thể loại Grand Slam.
Giải đấu được thi đấu trên mặt sân cứng và được diễn ra trên 25 sân, trong đó có 3 sân chính là Rod Laver Arena, Melbourne Arena và Margaret Court Arena.

## Điểm và tiền thưởng

### Phân phối điểm
Dưới đây là bảng phân bố điểm cho từng giai đoạn của giải đấu:

#### Vận động viên chuyên nghiệp
| Sự kiện | VĐ   | CK   | BK  | TK  | 1/16 | 1/32 | 1/64 | 1/128 | Q  | Q3 | Q2 | Q1 |
| Đơn nam | 2000 | 1200 | 720 | 360 | 180  | 90   | 45   | 10    | 25 | 16 | 8  | 0  |
| Đôi nam | 2000 | 1200 | 720 | 360 | 180  | 90   | 0    | —     | —  | —  | —  | —  |
| Đơn nữ  | 2000 | 1300 | 780 | 430 | 240  | 130  | 70   | 10    | 40 | 30 | 20 | 2  |
| Đôi nữ  | 2000 | 1300 | 780 | 430 | 240  | 130  | 10   | —     | —  | —  | —  | —  |

| Sự kiện  | VĐ  | CK  | BK/Hạng 3 | TK/Hạng 4 |
| Đơn      | 800 | 500 | 375       | 100       |
| Đôi      | 800 | 500 | 100       | —         |
| Đơn quad | 800 | 500 | 100       | —         |
| Đôi quad | 800 | 100 | —         | —         |

| Sự kiện     | VĐ  | CK  | BK  | TK  | 1/16 | 1/32 | Q  | Q3 |
| Đơn nam trẻ | 375 | 270 | 180 | 120 | 75   | 30   | 25 | 20 |
| Đơn nữ trẻ  | 375 | 270 | 180 | 120 | 75   | 30   | 25 | 20 |
| Đôi nam trẻ | 270 | 180 | 120 | 75  | 45   | —    | —  | —  |
| Đôi nữ trẻ  | 270 | 180 | 120 | 75  | 45   | —    | —  | —  |

### Tiền thưởng
Tổng số tiền thưởng của Giải quần vợt Úc Mở rộng 2019 đã tăng 14% lên mức kỷ lục giải đấu là A$62,500,000.
| Sự kiện      | VĐ          | CK          | BK        | TK        | 1/16      | 1/32      | 1/64      | 1/1281   | Q3       | Q2       | Q1       |
| Đơn          | A$4,100,000 | A$2,050,000 | A$920,000 | A$460,000 | A$260,000 | A$155,500 | A$102,000 | A$75,000 | A$40,000 | A$25,000 | A$15,000 |
| Đôi *        | A$750,000   | A$375,000   | A$190,000 | A$100,000 | A$55,000  | A$32,500  | A$21,000  | —        | —        | —        | —        |
| Đôi nam nữ * | A$185,000   | A$95,000    | A$47,500  | A$23,000  | A$11,500  | A$5,950   | —         | —        | —        | —        | —        |

1Tiền thưởng vượt qua vòng loại cũng là tiền thưởng vòng 1/128.

*mỗi đội

## Tóm tắt kết quả
Giải quần vợt Úc Mở rộng 2019 - Đơn nam
| Nhà vô địch             | Nhà vô địch              | Á quân                     | Á quân                  |
| ----------------------- | ------------------------ | -------------------------- | ----------------------- |
| Novak Djokovic [1]      | Novak Djokovic [1]       | Rafael Nadal [2]           | Rafael Nadal [2]        |
| Thua bán kết            |                          |                            |                         |
| Lucas Pouille [28]      | Lucas Pouille [28]       | Stefanos Tsitsipas [14]    | Stefanos Tsitsipas [14] |
| Thua tứ kết             |                          |                            |                         |
| Kei Nishikori [8]       | Milos Raonic [16]        | Roberto Bautista Agut [22] | Frances Tiafoe          |
| Thua vòng 4             |                          |                            |                         |
| Daniil Medvedev [15]    | Pablo Carreño Busta [23] | Alexander Zverev [4]       | Borna Ćorić [11]        |
| Marin Čilić [6]         | Roger Federer [3]        | Grigor Dimitrov [20]       | Tomáš Berdych           |
| Thua vòng 3             |                          |                            |                         |
| Denis Shapovalov [25]   | David Goffin [21]        | Fabio Fognini [12]         | João Sousa              |
| Alex Bolt (WC)          | Pierre-Hugues Herbert    | Filip Krajinović           | Alexei Popyrin (WC)     |
| Fernando Verdasco [26]  | Karen Khachanov [10]     | Nikoloz Basilashvili [19]  | Taylor Fritz            |
| Andreas Seppi           | Thomas Fabbiano          | Diego Schwartzman [18]     | Alex de Minaur [27]     |
| Thua vòng 2             |                          |                            |                         |
| Jo-Wilfried Tsonga (WC) | Taro Daniel              | Marius Copil               | Ryan Harrison           |
| Leonardo Mayer          | Ilya Ivashka             | Philipp Kohlschreiber [32] | Ivo Karlović            |
| Jérémy Chardy           | Gilles Simon [29]        | Chung Hyeon [24]           | Stan Wawrinka           |
| Márton Fucsovics        | Evgeny Donskoy           | Maximilian Marterer        | Dominic Thiem [7]       |
| Mackenzie McDonald      | Radu Albot               | John Millman               | Yoshihito Nishioka      |
| Viktor Troicki (Q)      | Stefano Travaglia (Q)    | Gaël Monfils [30]          | Dan Evans (Q)           |
| Kevin Anderson [5]      | Jordan Thompson          | Pablo Cuevas               | Reilly Opelka           |
| Robin Haase             | Denis Kudla              | Henri Laaksonen (Q)        | Matthew Ebden           |
| Thua vòng 1             |                          |                            |                         |
| Mitchell Krueger (Q)    | Martin Kližan            | Thanasi Kokkinakis (Q)     | Pablo Andújar           |
| Christian Garín         | Marcel Granollers        | Jiří Veselý                | Lloyd Harris (Q)        |
| Jaume Munar             | Nicolás Jarry            | Malek Jaziri               | Luca Vanni (Q)          |
| Li Zhe (WC)             | Guido Pella              | Hubert Hurkacz             | Kamil Majchrzak (Q)     |
| Aljaž Bedene            | Ugo Humbert              | Jack Sock (WC)             | Bjorn Fratangelo (Q)    |
| Bradley Klahn           | Sam Querrey              | Ernests Gulbis             | Nick Kyrgios            |
| Steve Darcis (PR)       | Albert Ramos Viñolas     | Laslo Đere                 | Marco Cecchinato [17]   |
| Mikhail Kukushkin       | Gleb Sakharov (Q)        | Mischa Zverev              | Benoît Paire            |
| Bernard Tomic           | Andrey Rublev            | Michael Mmoh               | Miomir Kecmanović (Q)   |
| Andy Murray (PR)        | Federico Delbonis        | Tennys Sandgren            | Peter Gojowczyk         |
| Matteo Berrettini       | Roberto Carballés Baena  | Guido Andreozzi            | Christopher Eubanks (Q) |
| Damir Džumhur           | Cameron Norrie           | Tatsuma Ito (Q)            | Denis Istomin           |
| Adrian Mannarino        | Prajnesh Gunneswaran (Q) | Feliciano López            | Steve Johnson [31]      |
| Janko Tipsarević (PR)   | Dušan Lajović            | Jason Kubler (WC)          | John Isner [9]          |
| Kyle Edmund [13]        | Guillermo García López   | Marc Polmans (WC)          | Rudolf Molleker (Q)     |
| Pedro Sousa             | Mirza Bašić              | Jan-Lennard Struff         | James Duckworth (WC)    |

Giải quần vợt Úc Mở rộng 2019 - Đơn nữ
| Nhà vô địch               | Nhà vô địch              | Á quân                     | Á quân                   |
| ------------------------- | ------------------------ | -------------------------- | ------------------------ |
| Naomi Osaka [4]           | Naomi Osaka [4]          | Petra Kvitová [8]          | Petra Kvitová [8]        |
| Thua bán kết              |                          |                            |                          |
| Karolína Plíšková [7]     | Karolína Plíšková [7]    | Danielle Collins           | Danielle Collins         |
| Thua tứ kết               |                          |                            |                          |
| Serena Williams [16]      | Elina Svitolina [6]      | Ashleigh Barty [15]        | Anastasia Pavlyuchenkova |
| Thua vòng 4               |                          |                            |                          |
| Simona Halep [1]          | Garbiñe Muguruza [18]    | Anastasija Sevastova [13]  | Madison Keys [17]        |
| Amanda Anisimova          | Maria Sharapova [30]     | Sloane Stephens [5]        | Angelique Kerber [2]     |
| Thua vòng 3               |                          |                            |                          |
| Venus Williams            | Dayana Yastremska        | Timea Bacsinszky (PR)      | Camila Giorgi [27]       |
| Hsieh Su-wei [28]         | Wang Qiang [21]          | Elise Mertens [12]         | Zhang Shuai              |
| Belinda Bencic            | Aryna Sabalenka [11]     | Maria Sakkari              | Caroline Wozniacki [3]   |
| Petra Martić [31]         | Aliaksandra Sasnovich    | Caroline Garcia [19]       | Kimberly Birrell (WC)    |
| Thua vòng 2               |                          |                            |                          |
| Sofia Kenin               | Alizé Cornet             | Carla Suárez Navarro [23]  | Eugenie Bouchard         |
| Natalia Vikhlyantseva (Q) | Johanna Konta            | Iga Świątek (Q)            | Madison Brengle          |
| Tamara Zidanšek           | Laura Siegemund (PR)     | Aleksandra Krunić          | Bianca Andreescu (Q)     |
| Margarita Gasparyan       | Anastasia Potapova       | Kristýna Plíšková          | Viktória Kužmová         |
| Irina-Camelia Begu        | Yulia Putintseva         | Lesia Tsurenko [24]        | Katie Boulter            |
| Wang Yafan                | Astra Sharma (Q)         | Rebecca Peterson           | Johanna Larsson          |
| Tímea Babos               | Markéta Vondroušová      | Anett Kontaveit [20]       | Kiki Bertens [9]         |
| Sachia Vickery            | Zoe Hives (WC)           | Donna Vekić [29]           | Beatriz Haddad Maia (Q)  |
| Thua vòng 1               |                          |                            |                          |
| Kaia Kanepi               | Veronika Kudermetova (Q) | Lara Arruabarrena          | Mihaela Buzărnescu [25]  |
| Clara Burel (WC)          | Samantha Stosur          | Peng Shuai (WC)            | Tatjana Maria            |
| Daria Kasatkina [10]      | Varvara Lepchenko (Q)    | Ajla Tomljanović           | Zheng Saisai             |
| Dalila Jakupović          | Ana Bogdan               | Misaki Doi (Q)             | Karolína Muchová (Q)     |
| Magda Linette             | Daria Gavrilova          | Victoria Azarenka          | Stefanie Vögele          |
| Fiona Ferro               | Zarina Diyas             | Whitney Osuigwe (WC)       | Mona Barthel             |
| Anna Karolína Schmiedlová | Zhu Lin (Q)              | Pauline Parmentier         | Destanee Aiava (WC)      |
| Dominika Cibulková [26]   | Anna Blinkova            | Kateryna Kozlova           | Viktorija Golubic (Q)    |
| Magdaléna Rybáriková      | Andrea Petkovic          | Kateřina Siniaková         | Barbora Strýcová [32]    |
| Ekaterina Alexandrova     | Monica Niculescu         | Ekaterina Makarova         | Anna Kalinskaya (Q)      |
| Luksika Kumkhum           | Ellen Perez (WC)         | Priscilla Hon (WC)         | Jeļena Ostapenko [22]    |
| Harriet Dart (Q)          | Sorana Cîrstea           | Vera Lapko                 | Alison Van Uytvanck      |
| Taylor Townsend           | Ons Jabeur               | Evgeniya Rodina            | Heather Watson           |
| Sara Sorribes Tormo       | Kirsten Flipkens         | Monica Puig                | Alison Riske             |
| Julia Görges [14]         | Ysaline Bonaventure (Q)  | Bethanie Mattek-Sands (PR) | Jessika Ponchet (Q)      |
| Kristina Mladenovic       | Paula Badosa Gibert (Q)  | Bernarda Pera              | Polona Hercog            |

## Tóm tắt từng ngày

### Ngày 1 (14 tháng 1)
- Hạt giống bị loại:
  - Đơn nam:  John Isner [9],  Kyle Edmund [13],  Steve Johnson [31]
  - Đơn nữ:  Julia Görges [14],  Jeļena Ostapenko [22],  Barbora Strýcová [32]
- Lịch thi đấu

| Trận đấu trên Sân chính                                                               | Trận đấu trên Sân chính           | Trận đấu trên Sân chính           | Trận đấu trên Sân chính           |
| Trận đấu trên sân Rod Laver Arena                                                     | Trận đấu trên sân Rod Laver Arena | Trận đấu trên sân Rod Laver Arena | Trận đấu trên sân Rod Laver Arena |
| Sự kiện                                                                               | Người thắng trận                  | Người thua cuộc                   | Tỷ số                             |
| ------------------------------------------------------------------------------------- | --------------------------------- | --------------------------------- | --------------------------------- |
| Vòng 1 đơn nữ                                                                         | Maria Sharapova [30]              | Harriet Dart [Q]                  | 6–0, 6–0                          |
| Vòng 1 đơn nam                                                                        | Rafael Nadal [2]                  | James Duckworth [WC]              | 6–4, 6–3, 7–5                     |
| Vòng 1 đơn nữ                                                                         | Angelique Kerber [2]              | Polona Hercog                     | 6–2, 6–2                          |
| Vòng 1 đơn nữ                                                                         | Caroline Wozniacki [3]            | Alison Van Uytvanck               | 6–3, 6–4                          |
| Vòng 1 đơn nam                                                                        | Roger Federer [3]                 | Denis Istomin                     | 6–3, 6–4, 6–4                     |
| Trận đấu trên sân Margaret Court Arena                                                |                                   |                                   |                                   |
| Sự kiện                                                                               | Người thắng trận                  | Người thua cuộc                   | Tỷ số                             |
| Vòng 1 đơn nữ                                                                         | Danielle Collins                  | Julia Görges [14]                 | 2–6, 7–6(7–5), 6–4                |
| Vòng 1 đơn nữ                                                                         | Sloane Stephens [5]               | Taylor Townsend                   | 6–4, 6–2                          |
| Vòng 1 đơn nam                                                                        | Alex de Minaur [27]               | Pedro Sousa                       | 6–4, 7–5, 6–4                     |
| Vòng 1 đơn nữ                                                                         | Ashleigh Barty [15]               | Luksika Kumkhum                   | 6–2, 6–2                          |
| Vòng 1 đơn nam                                                                        | Marin Čilić [6]                   | Bernard Tomic                     | 6–2, 6–4, 7–6(7–3)                |
| Trận đấu trên sân Melbourne Arena                                                     |                                   |                                   |                                   |
| Sự kiện                                                                               | Người thắng trận                  | Người thua cuộc                   | Tỷ số                             |
| Vòng 1 đơn nam                                                                        | Kevin Anderson [5]                | Adrian Mannarino                  | 6–3, 5–7, 6–2, 6–1                |
| Vòng 1 đơn nữ                                                                         | Maria Sakkari                     | Jeļena Ostapenko [22]             | 6–1, 3–6, 6–2                     |
| Vòng 1 đơn nam                                                                        | Tomáš Berdych                     | Kyle Edmund [13]                  | 6–3, 6–0, 7–5                     |
| Vòng 1 đơn nam                                                                        | Roberto Bautista Agut [22]        | Andy Murray [PR]                  | 6–4, 6–4, 6–7(5–7), 6–7(4–7), 6–2 |
| Trận đấu được tô màu là trận đấu diễn ra vào ban đêm                                  |                                   |                                   |                                   |
| Các trận đấu bắt đầu vào 11 giờ sáng, các trận đấu ban đêm bắt đầu vào 7 giờ tối AEDT |                                   |                                   |                                   |

### Ngày 2 (15 tháng 1)
- Hạt giống bị loại:
  - Đơn nam:  Marco Cecchinato [17]
  - Đơn nữ:  Daria Kasatkina [10],  Mihaela Buzărnescu [25],  Dominika Cibulková [26]
- Lịch thi đấu

| Trận đấu trên Sân chính                                                               | Trận đấu trên Sân chính           | Trận đấu trên Sân chính           | Trận đấu trên Sân chính               |
| Trận đấu trên sân Rod Laver Arena                                                     | Trận đấu trên sân Rod Laver Arena | Trận đấu trên sân Rod Laver Arena | Trận đấu trên sân Rod Laver Arena     |
| Sự kiện                                                                               | Người thắng trận                  | Người thua cuộc                   | Tỷ số                                 |
| ------------------------------------------------------------------------------------- | --------------------------------- | --------------------------------- | ------------------------------------- |
| Vòng 1 đơn nữ                                                                         | Madison Keys [17]                 | Destanee Aiava [WC]               | 6–2, 6–2                              |
| Vòng 1 đơn nữ                                                                         | Serena Williams [16]              | Tatjana Maria                     | 6–0, 6–2                              |
| Vòng 1 đơn nam                                                                        | Alexander Zverev [4]              | Aljaž Bedene                      | 6–4, 6–1, 6–4                         |
| Vòng 1 đơn nam                                                                        | Novak Djokovic [1]                | Mitchell Krueger [Q]              | 6−3, 6−2, 6−2                         |
| Vòng 1 đơn nữ                                                                         | Naomi Osaka [4]                   | Magda Linette                     | 6−4, 6−2                              |
| Trận đấu trên sân Margaret Court Arena                                                |                                   |                                   |                                       |
| Sự kiện                                                                               | Người thắng trận                  | Người thua cuộc                   | Tỷ số                                 |
| Vòng 1 đơn nam                                                                        | Kei Nishikori [8]                 | Kamil Majchrzak [Q]               | 3–6, 6–7(6–8), 6–0, 6–2, 3–0, bỏ cuộc |
| Vòng 1 đơn nữ                                                                         | Tamara Zidanšek                   | Daria Gavrilova                   | 7–5, 6–3                              |
| Vòng 1 đơn nữ                                                                         | Venus Williams                    | Mihaela Buzărnescu [25]           | 6–7(3–7), 7–6(7–3), 6–2               |
| Vòng 1 đơn nữ                                                                         | Simona Halep [1]                  | Kaia Kanepi                       | 6–7(2–7), 6–4, 6–2                    |
| Vòng 1 đơn nam                                                                        | Dominic Thiem [7]                 | Benoît Paire                      | 6–4, 6–3, 5–7, 1–6, 6–3               |
| Trận đấu trên sân Melbourne Arena                                                     |                                   |                                   |                                       |
| Sự kiện                                                                               | Người thắng trận                  | Người thua cuộc                   | Tỷ số                                 |
| Vòng 1 đơn nữ                                                                         | Karolína Plíšková [7]             | Karolína Muchová [Q]              | 6–3, 6–2                              |
| Vòng 1 đơn nam                                                                        | Borna Ćorić [11]                  | Steve Darcis [PR]                 | 6–1, 6–4, 6–4                         |
| Vòng 1 đơn nữ                                                                         | Laura Siegemund [PR]              | Victoria Azarenka                 | 6–7(5–7), 6–4, 6–2                    |
| Vòng 1 đơn nữ                                                                         | Dayana Yastremska                 | Samantha Stosur                   | 7–5, 6–2                              |
| Vòng 1 đơn nam                                                                        | Milos Raonic [16]                 | Nick Kyrgios                      | 6−4, 7−6(7−4), 6−4                    |
| Trận đấu được tô màu là trận đấu diễn ra vào ban đêm                                  |                                   |                                   |                                       |
| Các trận đấu bắt đầu vào 11 giờ sáng, các trận đấu ban đêm bắt đầu vào 7 giờ tối AEDT |                                   |                                   |                                       |

### Ngày 3 (16 tháng 1)
- Hạt giống bị loại:
  - Đơn nam:  Kevin Anderson [5],  Gaël Monfils [30]
  - Đơn nữ:  Kiki Bertens [9],  Anett Kontaveit [20],  Lesia Tsurenko [24],  Donna Vekić [29]
  - Đôi nam:  Jean-Julien Rojer /  Horia Tecău [9],  Feliciano López /  Marc López [14],  Rohan Bopanna /  Divij Sharan [15],  Robin Haase /  Matwé Middelkoop [16]
  - Đôi nữ:  Anna-Lena Grönefeld /  Vania King [12],  Miyu Kato /  Makoto Ninomiya [14]
- Lịch thi đấu

| Trận đấu trên Sân chính                                                               | Trận đấu trên Sân chính           | Trận đấu trên Sân chính           | Trận đấu trên Sân chính           |
| Trận đấu trên sân Rod Laver Arena                                                     | Trận đấu trên sân Rod Laver Arena | Trận đấu trên sân Rod Laver Arena | Trận đấu trên sân Rod Laver Arena |
| Sự kiện                                                                               | Người thắng trận                  | Người thua cuộc                   | Tỷ số                             |
| ------------------------------------------------------------------------------------- | --------------------------------- | --------------------------------- | --------------------------------- |
| Vòng 2 đơn nữ                                                                         | Sloane Stephens [5]               | Tímea Babos                       | 6–3, 6–1                          |
| Vòng 2 đơn nữ                                                                         | Ashleigh Barty [15]               | Wang Yafan                        | 6–2, 6–3                          |
| Vòng 2 đơn nam                                                                        | Roger Federer [3]                 | Dan Evans [Q]                     | 7−6(7−5), 7−6(7−3), 6−3           |
| Vòng 2 đơn nữ                                                                         | Angelique Kerber [2]              | Beatriz Haddad Maia [Q]           | 6−2, 6−3                          |
| Vòng 2 đơn nam                                                                        | Rafael Nadal [2]                  | Matthew Ebden                     | 6−3, 6−2, 6−2                     |
| Trận đấu trên sân Margaret Court Arena                                                |                                   |                                   |                                   |
| Sự kiện                                                                               | Người thắng trận                  | Người thua cuộc                   | Tỷ số                             |
| Vòng 2 đơn nữ                                                                         | Anastasia Pavlyuchenkova          | Kiki Bertens [9]                  | 3–6, 6–3, 6–3                     |
| Vòng 2 đơn nam                                                                        | Frances Tiafoe                    | Kevin Anderson [5]                | 4−6, 6−4, 6−4, 7−5                |
| Vòng 2 đơn nữ                                                                         | Caroline Wozniacki [3]            | Johanna Larsson                   | 6−1, 6−3                          |
| Vòng 2 đơn nam                                                                        | Alex de Minaur [27]               | Henri Laaksonen [Q]               | 6−4, 6−2, 6−7(7−9), 4−6, 6−3      |
| Vòng 2 đơn nữ                                                                         | Maria Sharapova [30]              | Rebecca Peterson                  | 6–2, 6–1                          |
| Trận đấu trên sân Melbourne Arena                                                     |                                   |                                   |                                   |
| Sự kiện                                                                               | Người thắng trận                  | Người thua cuộc                   | Tỷ số                             |
| Vòng 2 đơn nữ                                                                         | Aliaksandra Sasnovich             | Anett Kontaveit [20]              | 6–3, 6–3                          |
| Vòng 2 đơn nam                                                                        | Marin Čilić [6]                   | Mackenzie McDonald                | 7−5, 6−7(9−11), 6−4, 6−4          |
| Vòng 2 đơn nữ                                                                         | Aryna Sabalenka [11]              | Katie Boulter                     | 6−3, 6−4                          |
| Vòng 2 đơn nam                                                                        | Roberto Bautista Agut [22]        | John Millman                      | 6−3, 6−1, 3−6, 6−7(6−8), 6−4      |
| Trận đấu được tô màu là trận đấu diễn ra vào ban đêm                                  |                                   |                                   |                                   |
| Các trận đấu bắt đầu vào 11 giờ sáng, các trận đấu ban đêm bắt đầu vào 7 giờ tối AEDT |                                   |                                   |                                   |

### Ngày 4 (17 tháng 1)
Trận đấu giữa Garbiñe Muguruza và Johanna Konta đã đi vào lịch sử của giải đấu khi trận đấu diễn ra trong 3 set kết thúc vào 3.12 sáng. Đây là trận đấu bắt đầu muộn nhất trong lịch sử Giải quần vợt Úc Mở rộng, khi bắt đầu vào 12.30 sáng sau khi trận đấu của Alexander Zverev kết thúc.
- Hạt giống bị loại:
  - Đơn nam:  Dominic Thiem [7],  Chung Hyeon [24],  Gilles Simon [29],  Philipp Kohlschreiber [32]
  - Đơn nữ:  Carla Suárez Navarro [23]
  - Đôi nam:  Juan Sebastián Cabal /  Robert Farah [2],  Ben McLachlan /  Jan-Lennard Struff [8]
  - Đôi nữ:  Gabriela Dabrowski /  Xu Yifan [3],  Bethanie Mattek-Sands /  Demi Schuurs [15],  Peng Shuai /  Yang Zhaoxuan [16]
- Lịch thi đấu

| Trận đấu trên Sân chính                                                               | Trận đấu trên Sân chính           | Trận đấu trên Sân chính           | Trận đấu trên Sân chính                  |
| Trận đấu trên sân Rod Laver Arena                                                     | Trận đấu trên sân Rod Laver Arena | Trận đấu trên sân Rod Laver Arena | Trận đấu trên sân Rod Laver Arena        |
| Sự kiện                                                                               | Người thắng trận                  | Người thua cuộc                   | Tỷ số                                    |
| ------------------------------------------------------------------------------------- | --------------------------------- | --------------------------------- | ---------------------------------------- |
| Vòng 2 đơn nữ                                                                         | Elina Svitolina [6]               | Viktória Kužmová                  | 6–4, 6–1                                 |
| Vòng 2 đơn nam                                                                        | Milos Raonic [16]                 | Stan Wawrinka                     | 6–7(4–7), 7–6(8–6), 7–6(13–11), 7–6(7–5) |
| Vòng 2 đơn nữ                                                                         | Simona Halep [1]                  | Sofia Kenin                       | 6–3, 6–7(5-7), 6–4                       |
| Vòng 2 đơn nữ                                                                         | Serena Williams [16]              | Eugenie Bouchard                  | 6−2, 6−2                                 |
| Vòng 2 đơn nam                                                                        | Novak Djokovic [1]                | Jo-Wilfried Tsonga [WC]           | 6–3, 7–5, 6–4                            |
| Trận đấu trên sân Margaret Court Arena                                                |                                   |                                   |                                          |
| Sự kiện                                                                               | Người thắng trận                  | Người thua cuộc                   | Tỷ số                                    |
| Vòng 2 đơn nam                                                                        | Kei Nishikori [8]                 | Ivo Karlović                      | 6–3, 7–6(8–6), 5–7, 5–7, 7–6(10–7)       |
| Vòng 2 đơn nữ                                                                         | Naomi Osaka [4]                   | Tamara Zidanšek                   | 6–2, 6–4                                 |
| Vòng 2 đơn nữ                                                                         | Venus Williams                    | Alizé Cornet                      | 6–3, 4–6, 6–0                            |
| Vòng 2 đơn nam                                                                        | Alexander Zverev [4]              | Jérémy Chardy                     | 7−6(7−5), 6−4, 5−7, 6−7(6−8), 6−1        |
| Vòng 2 đơn nữ                                                                         | Garbiñe Muguruza [18]             | Johanna Konta                     | 6–4, 6–7(3–7), 7–5                       |
| Trận đấu trên sân Melbourne Arena                                                     |                                   |                                   |                                          |
| Sự kiện                                                                               | Người thắng cuộc                  | Người thua cuộc                   | Tỷ số                                    |
| Vòng 2 đơn nữ                                                                         | Karolína Plíšková [7]             | Madison Brengle                   | 4–6, 6–1, 6–0                            |
| Vòng 2 đơn nữ                                                                         | Madison Keys [17]                 | Anastasia Potapova                | 6–3, 6–4                                 |
| Vòng 2 đơn nam                                                                        | Pierre-Hugues Herbert             | Chung Hyeon [24]                  | 6–2, 1–6, 6–2, 6–4                       |
| Vòng 2 đơn nam                                                                        | Alexei Popyrin [WC]               | Dominic Thiem [7]                 | 7–5, 6–4, 2–0, bỏ cuộc                   |
| Trận đấu được tô màu là trận đấu diễn ra vào ban đêm                                  |                                   |                                   |                                          |
| Các trận đấu bắt đầu vào 11 giờ sáng, các trận đấu ban đêm bắt đầu vào 7 giờ tối AEDT |                                   |                                   |                                          |

### Ngày 5 (18 tháng 1)
- Hạt giống bị loại:
  - Đơn nam:  Karen Khachanov [10],  Diego Schwartzman [18],  Nikoloz Basilashvili [19],  Fernando Verdasco [26],  Alex de Minaur [27]
  - Đơn nữ:  Caroline Wozniacki [3],  Aryna Sabalenka [11],  Caroline Garcia [19],  Petra Martić [31]
  - Đôi nam:  Oliver Marach /  Mate Pavić [1],  Ivan Dodig /  Édouard Roger-Vasselin [13]
  - Giải quần vợt Úc Mở rộng 2019 - Đôi nữ:  Lucie Hradecká /  Ekaterina Makarova [6],  Hsieh Su-wei /  Abigail Spears [8]
- Lịch thi đấu

| Trận đấu trên Sân chính                                                               | Trận đấu trên Sân chính           | Trận đấu trên Sân chính           | Trận đấu trên Sân chính           |
| Trận đấu trên sân Rod Laver Arena                                                     | Trận đấu trên sân Rod Laver Arena | Trận đấu trên sân Rod Laver Arena | Trận đấu trên sân Rod Laver Arena |
| Sự kiện                                                                               | Người thắng trận                  | Người thua cuộc                   | Tỷ số                             |
| ------------------------------------------------------------------------------------- | --------------------------------- | --------------------------------- | --------------------------------- |
| Vòng 3 đơn nữ                                                                         | Ashleigh Barty [15]               | Maria Sakkari                     | 7–5, 6–1                          |
| Vòng 3 đơn nam                                                                        | Roger Federer [3]                 | Taylor Fritz                      | 6–2, 7–5, 6–2                     |
| Vòng 3 đơn nữ                                                                         | Maria Sharapova [30]              | Caroline Wozniacki [3]            | 6–4, 4–6, 6–3                     |
| Vòng 3 đơn nam                                                                        | Rafael Nadal [2]                  | Alex de Minaur [27]               | 6–1, 6–2, 6–4                     |
| Vòng 3 đơn nữ                                                                         | Angelique Kerber [2]              | Kimberly Birrell [WC]             | 6−1, 6−0                          |
| Trận đấu trên sân Margaret Court Arena                                                |                                   |                                   |                                   |
| Sự kiện                                                                               | Người thắng trận                  | Người thua cuộc                   | Tỷ số                             |
| Vòng 3 đơn nam                                                                        | Stefanos Tsitsipas [14]           | Nikoloz Basilashvili [19]         | 6–3, 3–6, 7–6(9–7), 6–4           |
| Vòng 3 đơn nữ                                                                         | Amanda Anisimova                  | Aryna Sabalenka [11]              | 6–3, 6–2                          |
| Vòng 3 đơn nữ                                                                         | Sloane Stephens [5]               | Petra Martić [31]                 | 7–6(8–6), 7–6(7–5)                |
| Vòng 3 đơn nữ                                                                         | Danielle Collins                  | Caroline Garcia [19]              | 6–3, 6–2                          |
| Vòng 3 đơn nam                                                                        | Marin Čilić [6]                   | Fernando Verdasco [26]            | 4−6, 3−6, 6−1, 7−6(10−8), 6−3     |
| Trận đấu trên sân Melbourne Arena                                                     |                                   |                                   |                                   |
| Sự kiện                                                                               | Người thắng trận                  | Người thua cuộc                   | Tỷ số                             |
| Vòng 3 đơn nam                                                                        | Tomáš Berdych                     | Diego Schwartzman [18]            | 5–7, 6–3, 7–5, 6–4                |
| Vòng 3 đơn nữ                                                                         | Anastasia Pavlyuchenkova          | Aliaksandra Sasnovich             | 6–0, 6–3                          |
| Vòng 3 đơn nam                                                                        | Grigor Dimitrov [20]              | Thomas Fabbiano                   | 7–6(7–5), 6–4, 6–4                |
| Vòng 3 đơn nữ                                                                         | Petra Kvitová [8]                 | Belinda Bencic                    | 6–1, 6–4                          |
| Trận đấu được tô màu là trận đấu diễn ra vào ban đêm                                  |                                   |                                   |                                   |
| Các trận đấu bắt đầu vào 11 giờ sáng, các trận đấu ban đêm bắt đầu vào 7 giờ tối AEDT |                                   |                                   |                                   |

### Ngày 6 (19 tháng 1)
- Hạt giống bị loại:
  - Đơn nam:  Fabio Fognini [12],  David Goffin [21],  Denis Shapovalov [25]
  - Đơn nữ:  Elise Mertens [12],  Wang Qiang [21],  Camila Giorgi [27],  Hsieh Su-wei [28]
  - Đôi nam:  Dominic Inglot /  Franko Škugor [10]
  - Đôi nữ:  Irina-Camelia Begu /  Mihaela Buzărnescu  [10],  Eri Hozumi /  Alicja Rosolska [11]
  - Đôi nam nữ:  Makoto Ninomiya /  Ben McLachlan [7],  Ekaterina Makarova /  Artem Sitak [8]
- Lịch thi đấu

| Trận đấu trên Sân chính                                                               | Trận đấu trên Sân chính           | Trận đấu trên Sân chính           | Trận đấu trên Sân chính             |
| Trận đấu trên sân Rod Laver Arena                                                     | Trận đấu trên sân Rod Laver Arena | Trận đấu trên sân Rod Laver Arena | Trận đấu trên sân Rod Laver Arena   |
| Sự kiện                                                                               | Người thắng trận                  | Người thua cuộc                   | Tỷ số                               |
| ------------------------------------------------------------------------------------- | --------------------------------- | --------------------------------- | ----------------------------------- |
| Vòng 3 đơn nữ                                                                         | Elina Svitolina [6]               | Zhang Shuai                       | 4–6, 6–4, 7–5                       |
| Vòng 3 đơn nữ                                                                         | Serena Williams [16]              | Dayana Yastremska                 | 6–2, 6–1                            |
| Vòng 3 đơn nam                                                                        | Novak Djokovic [1]                | Denis Shapovalov [25]             | 6–3, 6–4, 4–6, 6–0                  |
| Vòng 3 đơn nam                                                                        | Alexander Zverev [3]              | Alex Bolt [WC]                    | 6–3, 6–3, 6–2                       |
| Vòng 3 đơn nữ                                                                         | Karolína Plíšková [7]             | Camila Giorgi [27]                | 6–4, 3–6, 6–2                       |
| Trận đấu trên sân Margaret Court Arena                                                |                                   |                                   |                                     |
| Sự kiện                                                                               | Người thắng trận                  | Người thua cuộc                   | Tỷ số                               |
| Vòng 3 đơn nữ                                                                         | Naomi Osaka [4]                   | Hsieh Su-wei [28]                 | 5–7, 6–4, 6–1                       |
| Vòng 3 đơn nam                                                                        | Kei Nishikori [8]                 | João Sousa                        | 7–6(8–6), 6–1, 6–2                  |
| Vòng 3 đơn nữ                                                                         | Madison Keys [17]                 | Elise Mertens [12]                | 6–3, 6–2                            |
| Vòng 3 đơn nữ                                                                         | Simona Halep [1]                  | Venus Williams                    | 6−2, 6−3                            |
| Vòng 3 đơn nam                                                                        | Lucas Pouille [28]                | Alexei Popyrin [WC]               | 7–6(7–3), 6–3, 6–7(10–12), 4–6, 6–3 |
| Trận đấu trên sân Melbourne Arena                                                     |                                   |                                   |                                     |
| Sự kiện                                                                               | Người thắng trận                  | Người thua cuộc                   | Tỷ số                               |
| Vòng bảng đôi nam huyền thoại                                                         | John McEnroe Patrick McEnroe      | Jonas Björkman Thomas Johansson   | 3–4(4–5), 4–3(5–4), 4–2             |
| Vòng 3 đơn nam                                                                        | Daniil Medvedev [15]              | David Goffin [21]                 | 6–2, 7–6(7–3), 6–3                  |
| Vòng 3 đơn nam                                                                        | Milos Raonic [16]                 | Pierre-Hugues Herbert             | 6–4, 6–4, 7–6(8–6)                  |
| Vòng 3 đơn nữ                                                                         | Garbiñe Muguruza [18]             | Timea Bacsinszky [PR]             | 7–6(10–8), 6–2                      |
| Trận đấu được tô màu là trận đấu diễn ra vào ban đêm                                  |                                   |                                   |                                     |
| Các trận đấu bắt đầu vào 11 giờ sáng, các trận đấu ban đêm bắt đầu vào 7 giờ tối AEDT |                                   |                                   |                                     |

### Ngày 7 (20 tháng 1)
- Hạt giống bị loại:
  - Đơn nam:  Roger Federer [3],  Marin Čilić [6],  Grigor Dimitrov [20]
  - Đơn nữ:  Angelique Kerber [2],  Sloane Stephens [5],  Maria Sharapova [30]
  - Đôi nam nữ:  Mihaela Buzărnescu /  Oliver Marach [4]
- Lịch thi đấu

| Trận đấu trên Sân chính                                                               | Trận đấu trên Sân chính                            | Trận đấu trên Sân chính           | Trận đấu trên Sân chính             |
| Trận đấu trên sân Rod Laver Arena                                                     | Trận đấu trên sân Rod Laver Arena                  | Trận đấu trên sân Rod Laver Arena | Trận đấu trên sân Rod Laver Arena   |
| Sự kiện                                                                               | Người thắng trận                                   | Người thua cuộc                   | Tỷ số                               |
| ------------------------------------------------------------------------------------- | -------------------------------------------------- | --------------------------------- | ----------------------------------- |
| Vòng 4 đơn nữ                                                                         | Petra Kvitová [8]                                  | Amanda Anisimova                  | 6–2, 6–1                            |
| Vòng 4 đơn nữ                                                                         | Ashleigh Barty [15]                                | Maria Sharapova [30]              | 4−6, 6−1, 6−4                       |
| Vòng 4 đơn nam                                                                        | Rafael Nadal [2]                                   | Tomáš Berdych                     | 6–0, 6–1, 7–6(7–4)                  |
| Vòng 4 đơn nam                                                                        | Stefanos Tsitsipas [14]                            | Roger Federer [3]                 | 6−7(11−13), 7−6(7−3), 7−5, 7−6(7−5) |
| Vòng 4 đơn nữ                                                                         | Anastasia Pavlyuchenkova                           | Sloane Stephens [5]               | 6–7(3–7), 6–3, 6–3                  |
| Trận đấu trên sân Margaret Court Arena                                                |                                                    |                                   |                                     |
| Sự kiện                                                                               | Người thắng trận                                   | Người thua cuộc                   | Tỷ số                               |
| Vòng bảng đôi nam huyền thoại                                                         | Wayne Ferreira Goran Ivanišević                    | Pat Cash Mark Woodforde           | 1−4, 4−1, 4−2                       |
| Vòng 3 đôi nữ                                                                         | Raquel Atawo [9] Katarina Srebotnik [9]            | Irina Bara Monica Niculescu       | 6−2, 3−6, 6−3                       |
| Vòng 4 đơn nữ                                                                         | Danielle Collins                                   | Angelique Kerber [2]              | 6–0, 6–2                            |
| Vòng 4 đơn nam                                                                        | Roberto Bautista Agut [22]                         | Marin Čilić [6]                   | 6–7(6–8), 6–3, 6–2, 4–6, 6–4        |
| Trận đấu trên sân Melbourne Arena                                                     |                                                    |                                   |                                     |
| Sự kiện                                                                               | Người thắng trận                                   | Người thua cuộc                   | Tỷ số                               |
| Vòng 3 đôi nữ                                                                         | Andreja Klepač [5] María José Martínez Sánchez [5] | Kaitlyn Christian Asia Muhammad   | 6–2, 6–2                            |
| Vòng 4 đơn nam                                                                        | Frances Tiafoe                                     | Grigor Dimitrov [20]              | 7−5, 7−6(8−6), 6−7(1−7), 7−5        |
| Vòng 3 đôi nam                                                                        | Henri Kontinen [12] John Peers [12]                | Radu Albot Malek Jaziri           | 7−6(7-5), 6–4                       |
| Trận đấu được tô màu là trận đấu diễn ra vào ban đêm                                  |                                                    |                                   |                                     |
| Các trận đấu bắt đầu vào 11 giờ sáng, các trận đấu ban đêm bắt đầu vào 7 giờ tối AEDT |                                                    |                                   |                                     |

### Ngày 8 (21 tháng 1)
- Hạt giống bị loại:
  - Đơn nam:  Alexander Zverev [4],  Borna Ćorić [11],  Daniil Medvedev [15],  Pablo Carreño Busta [23]
  - Đơn nữ:  Simona Halep [1],  Anastasija Sevastova [13],  Madison Keys [17],  Garbiñe Muguruza [18]
  - Đôi nam:  Rajeev Ram /  Joe Salisbury [11]
  - Đôi nữ:  Nicole Melichar /  Květa Peschke [4],  Kirsten Flipkens /  Johanna Larsson [13]
- Lịch thi đấu

| Trận đấu trên Sân chính                                                               | Trận đấu trên Sân chính                       | Trận đấu trên Sân chính                    | Trận đấu trên Sân chính                  |
| Trận đấu trên sân Rod Laver Arena                                                     | Trận đấu trên sân Rod Laver Arena             | Trận đấu trên sân Rod Laver Arena          | Trận đấu trên sân Rod Laver Arena        |
| Sự kiện                                                                               | Người thắng trận                              | Người thua cuộc                            | Tỷ số                                    |
| ------------------------------------------------------------------------------------- | --------------------------------------------- | ------------------------------------------ | ---------------------------------------- |
| Vòng bảng đôi nam huyền thoại                                                         | John McEnroe Patrick McEnroe                  | Henri Leconte Todd Woodbridge              | 4–1, 4–3(5–2)                            |
| Vòng 4 đơn nữ                                                                         | Naomi Osaka [4]                               | Anastasija Sevastova [13]                  | 4–6, 6–3, 6–4                            |
| Vòng 4 đơn nam                                                                        | Milos Raonic [16]                             | Alexander Zverev [4]                       | 6−1, 6−1, 7−6(7−5)                       |
| Vòng 4 đơn nữ                                                                         | Serena Williams [16]                          | Simona Halep [1]                           | 6–1, 4–6, 6–4                            |
| Vòng 4 đơn nam                                                                        | Novak Djokovic [1]                            | Daniil Medvedev [15]                       | 6–4, 6–7(5–7), 6–2, 6–3                  |
| Trận đấu trên sân Margaret Court Arena                                                |                                               |                                            |                                          |
| Sự kiện                                                                               | Người thắng trận                              | Người thua cuộc                            | Tỷ số                                    |
| Vòng 4 đơn nữ                                                                         | Elina Svitolina [6]                           | Madison Keys [17]                          | 6–2, 1–6, 6–1                            |
| Vòng 3 đôi nữ                                                                         | Samantha Stosur Zhang Shuai                   | Alizé Cornet Petra Martić                  | 7–5, 6–3                                 |
| Vòng 4 đơn nữ                                                                         | Karolína Plíšková [7]                         | Garbiñe Muguruza [18]                      | 6−3, 6−1                                 |
| Vòng 4 đơn nam                                                                        | Kei Nishikori [8]                             | Pablo Carreño Busta [23]                   | 6−7(8−10), 4−6, 7−6(7−4), 6−4, 7−6(10−8) |
| Trận đấu trên sân Melbourne Arena                                                     |                                               |                                            |                                          |
| Sự kiện                                                                               | Người thắng trận                              | Người thua cuộc                            | Tỷ số                                    |
| Vòng 3 đôi nam nữ                                                                     | Astra Sharma [WC] John-Patrick Smith [WC]     | Andreja Klepač Édouard Roger-Vasselin      | 6–4, 7–5                                 |
| Vòng 3 đôi nữ                                                                         | Tímea Babos [2] Kristina Mladenovic [2]       | Kirsten Flipkens [13] Johanna Larsson [13] | 6–1, 6–4                                 |
| Vòng 3 đôi nữ                                                                         | Barbora Krejčíková [1] Kateřina Siniaková [1] | Elise Mertens Aryna Sabalenka              | 2−6, 6−2, 6−3                            |
| Vòng 4 đơn nam                                                                        | Lucas Pouille [28]                            | Borna Ćorić [11]                           | 6−7(4−7), 6−4, 7−5, 7−6(7−2)             |
| Trận đấu được tô màu là trận đấu diễn ra vào ban đêm                                  |                                               |                                            |                                          |
| Các trận đấu bắt đầu vào 11 giờ sáng, các trận đấu ban đêm bắt đầu vào 7 giờ tối AEDT |                                               |                                            |                                          |

### Ngày 9 (22 tháng 1)
- Hạt giống bị loại:
  - Đơn nam:  Roberto Bautista Agut [22]
  - Đơn nữ:  Ashleigh Barty [15]
  - Đôi nam:  Raven Klaasen /  Michael Venus [6]
  - Đôi nữ:  Barbora Krejčíková /  Kateřina Siniaková [1],  Andreja Klepač /  María José Martínez Sánchez [5],  Chan Hao-ching /  Latisha Chan [7],  Raquel Atawo /  Katarina Srebotnik [9]
- Lịch thi đấu

| Trận đấu trên Sân chính                                                               | Trận đấu trên Sân chính                  | Trận đấu trên Sân chính                       | Trận đấu trên Sân chính           |
| Trận đấu trên sân Rod Laver Arena                                                     | Trận đấu trên sân Rod Laver Arena        | Trận đấu trên sân Rod Laver Arena             | Trận đấu trên sân Rod Laver Arena |
| Sự kiện                                                                               | Người thắng trận                         | Người thua cuộc                               | Tỷ số                             |
| ------------------------------------------------------------------------------------- | ---------------------------------------- | --------------------------------------------- | --------------------------------- |
| Vòng bảng đôi nam huyền thoại                                                         | Mansour Bahrami Mark Philippoussis       | Wayne Ferreira Goran Ivanišević               | 4−1, 2−4, 4−3(4−1)                |
| Tứ kết đơn nam                                                                        | Stefanos Tsitsipas [14]                  | Roberto Bautista Agut [22]                    | 7−5, 4−6, 6−4, 7−6(7−2)           |
| Tứ kết đơn nữ                                                                         | Danielle Collins                         | Anastasia Pavlyuchenkova                      | 2−6, 7−5, 6−1                     |
| Tứ kết đơn nữ                                                                         | Petra Kvitová [8]                        | Ashleigh Barty [15]                           | 6−1, 6−4                          |
| Tứ kết đơn nam                                                                        | Rafael Nadal [2]                         | Frances Tiafoe                                | 6−3, 6−4, 6−2                     |
| Trận đấu trên sân Margaret Court Arena                                                |                                          |                                               |                                   |
| Sự kiện                                                                               | Người thắng trận                         | Người thua cuộc                               | Tỷ số                             |
| Tứ kết đôi nữ                                                                         | Samantha Stosur Zhang Shuai              | Barbora Krejčíková [1] Kateřina Siniaková [1] | 7−6(7−2), 7−6(7−4)                |
| Tứ kết đôi nam                                                                        | Leonardo Mayer João Sousa                | Raven Klaasen [6] Michael Venus [6]           | 6−4, 7−6(8−6)                     |
| Vòng bảng đôi nam huyền thoại                                                         | Jonas Björkman Thomas Johansson          | Michael Chang Jacco Eltingh                   | 4−2, 4−3(5−3)                     |
| Vòng 2 đôi nam nữ                                                                     | Anna-Lena Grönefeld [5] Robert Farah [5] | Samantha Stosur [WC] Leander Paes [WC]        | 4−6, 6−4, [10−8]                  |
| Trận đấu được tô màu là trận đấu diễn ra vào ban đêm                                  |                                          |                                               |                                   |
| Các trận đấu bắt đầu vào 11 giờ sáng, các trận đấu ban đêm bắt đầu vào 7 giờ tối AEDT |                                          |                                               |                                   |

### Ngày 10 (23 tháng 1)
- Hạt giống bị loại:
  - Đơn nam:  Kei Nishikori [8],  Milos Raonic [16]
  - Đơn nữ:  Elina Svitolina [6],  Serena Williams [16]
  - Đôi nam:  Jamie Murray /  Bruno Soares [3],  Bob Bryan /  Mike Bryan [4],  Łukasz Kubot /  Horacio Zeballos [7]
  - Đôi nam nữ:  Gabriela Dabrowski /  Mate Pavić [1],  Anna-Lena Grönefeld /  Robert Farah [5],  Abigail Spears /  Juan Sebastián Cabal [6]
- Lịch thi đấu

| Trận đấu trên Sân chính                                                               | Trận đấu trên Sân chính                     | Trận đấu trên Sân chính              | Trận đấu trên Sân chính           |
| Trận đấu trên sân Rod Laver Arena                                                     | Trận đấu trên sân Rod Laver Arena           | Trận đấu trên sân Rod Laver Arena    | Trận đấu trên sân Rod Laver Arena |
| Sự kiện                                                                               | Người thắng trận                            | Người thua cuộc                      | Tỷ số                             |
| ------------------------------------------------------------------------------------- | ------------------------------------------- | ------------------------------------ | --------------------------------- |
| Tứ kết đơn nữ                                                                         | Naomi Osaka [4]                             | Elina Svitolina [6]                  | 6–4, 6–1                          |
| Tứ kết đơn nữ                                                                         | Karolína Plíšková [7]                       | Serena Williams [16]                 | 6−4, 4−6, 7−5                     |
| Tứ kết đơn nam                                                                        | Lucas Pouille [28]                          | Milos Raonic [16]                    | 7–6(7–4), 6–3, 6–7(2–7), 6–4      |
| Tứ kết đơn nam                                                                        | Novak Djokovic [1]                          | Kei Nishikori [8]                    | 6–1, 4–1, bỏ cuộc                 |
| Bán kết đôi nữ                                                                        | Samantha Stosur Zhang Shuai                 | Barbora Strýcová Markéta Vondroušová | 7–5, 4–6, 7–5                     |
| Trận đấu trên sân Margaret Court Arena                                                |                                             |                                      |                                   |
| Sự kiện                                                                               | Người thắng trận                            | Người thua cuộc                      | Tỷ số                             |
| Tứ kết đôi nam                                                                        | Pierre-Hugues Herbert [5] Nicolas Mahut [5] | Bob Bryan [4] Mike Bryan [4]         | 6−4, 7−6(7−3)                     |
| Tứ kết đôi nam                                                                        | Henri Kontinen [12] John Peers [12]         | Jamie Murray [3] Bruno Soares [3]    | 6−3, 6−4                          |
| Bán kết đôi nữ                                                                        | Tímea Babos [2] Kristina Mladenovic [2]     | Jennifer Brady Alison Riske          | 6−4, 6−2                          |
| Tứ kết đôi nam nữ                                                                     | Astra Sharma [WC] John-Patrick Smith [WC]   | Bethanie Mattek-Sands Jamie Murray   | 6–2, 7–6(7–5)                     |
| Trận đấu được tô màu là trận đấu diễn ra vào ban đêm                                  |                                             |                                      |                                   |
| Các trận đấu bắt đầu vào 11 giờ sáng, các trận đấu ban đêm bắt đầu vào 7 giờ tối AEDT |                                             |                                      |                                   |

### Ngày 11 (24 tháng 1)
- Hạt giống bị loại:
  - Đơn nam:  Stefanos Tsitsipas [14]
  - Đơn nữ:  Karolína Plíšková [7]
  - Đôi nam nữ:  Nicole Melichar /  Bruno Soares [2]
- Lịch thi đấu

| Trận đấu trên Sân chính                                                               | Trận đấu trên Sân chính                     | Trận đấu trên Sân chính                  | Trận đấu trên Sân chính           |
| Trận đấu trên sân Rod Laver Arena                                                     | Trận đấu trên sân Rod Laver Arena           | Trận đấu trên sân Rod Laver Arena        | Trận đấu trên sân Rod Laver Arena |
| Sự kiện                                                                               | Người thắng trận                            | Người thua cuộc                          | Tỷ số                             |
| ------------------------------------------------------------------------------------- | ------------------------------------------- | ---------------------------------------- | --------------------------------- |
| Bán kết đôi nam                                                                       | Henri Kontinen [12] John Peers [12]         | Leonardo Mayer João Sousa                | 6–1, 7–6(8–6)                     |
| Bán kết đơn nữ                                                                        | Petra Kvitová [8]                           | Danielle Collins                         | 7–6(7–2), 6–0                     |
| Bán kết đơn nữ                                                                        | Naomi Osaka [4]                             | Karolína Plíšková [7]                    | 6–2, 4–6, 6–4                     |
| Bán kết đơn nam                                                                       | Rafael Nadal [2]                            | Stefanos Tsitsipas [14]                  | 6–2, 6–4, 6–0                     |
| Bán kết đôi nam nữ                                                                    | Astra Sharma [WC] John-Patrick Smith [WC]   | Nicole Melichar [2] Bruno Soares [2]     | 6–4, 7–6(7–5)                     |
| Trận đấu trên sân Margaret Court Arena                                                |                                             |                                          |                                   |
| Sự kiện                                                                               | Người thắng trận                            | Người thua cuộc                          | Tỷ số                             |
| Vòng bảng đôi nam huyền thoại                                                         | John McEnroe Patrick McEnroe                | Michael Chang Jacco Eltingh              | 4–3(5–1), 4–2                     |
| Vòng bảng đôi nam huyền thoại                                                         | Thomas Enqvist Mats Wilander                | Wayne Ferreira Goran Ivanišević          | 4–3(5–4), 4–1                     |
| Bán kết đôi nam                                                                       | Pierre-Hugues Herbert [5] Nicolas Mahut [5] | Ryan Harrison Sam Querrey                | 6–4, 6–2                          |
| Bán kết đôi nam nữ                                                                    | Barbora Krejčíková [3] Rajeev Ram [3]       | María José Martínez Sánchez Neal Skupski | 6–0, 6–4                          |
| Chung kết đôi xe lăn quad                                                             | Dylan Alcott Heath Davidson                 | Andrew Lapthorne David Wagner            | 6–3, 6–7(6–8), [12–10]            |
| Tứ kết đơn nam trẻ                                                                    | Emilio Nava [13]                            | Jiří Lehečka                             | 7–6(7–5), 4–6, 6–2                |
| Bán kết đơn nam xe lăn                                                                | Stefan Olsson                               | Shingo Kunieda [1]                       | 6–4, 3–6, 6–3                     |
| Trận đấu được tô màu là trận đấu diễn ra vào ban đêm                                  |                                             |                                          |                                   |
| Các trận đấu bắt đầu vào 11 giờ sáng, các trận đấu ban đêm bắt đầu vào 7 giờ tối AEDT |                                             |                                          |                                   |

### Ngày 12 (25 tháng 1)
- Hạt giống bị loại:
  - Đơn nam:  Lucas Pouille [28]
  - Đôi nữ:  Tímea Babos /  Kristina Mladenovic [2]
- Lịch thi đấu

| Trận đấu trên Sân chính                                                             | Trận đấu trên Sân chính            | Trận đấu trên Sân chính                 | Trận đấu trên Sân chính           |
| Trận đấu trên sân Rod Laver Arena                                                   | Trận đấu trên sân Rod Laver Arena  | Trận đấu trên sân Rod Laver Arena       | Trận đấu trên sân Rod Laver Arena |
| Sự kiện                                                                             | Người thắng trận                   | Người thua cuộc                         | Tỷ số                             |
| ----------------------------------------------------------------------------------- | ---------------------------------- | --------------------------------------- | --------------------------------- |
| Chung kết đôi nam huyền thoại                                                       | Mansour Bahrami Mark Philippoussis | Jonas Björkman Thomas Johansson         | 4–3(5–3), 4–2                     |
| Chung kết đôi nữ                                                                    | Samantha Stosur Zhang Shuai        | Tímea Babos [2] Kristina Mladenovic [2] | 6–3, 6–4                          |
| Bán kết đơn nam                                                                     | Novak Djokovic [1]                 | Lucas Pouille [28]                      | 6–0, 6–2, 6–2                     |
| Các trận đấu bắt đầu vào 3 giờ sáng, các trận đấu ban đêm bắt đầu vào 7:30 tối AEDT |                                    |                                         |                                   |

### Ngày 13 (26 tháng 1)
- Hạt giống bị loại:
  - Đơn nữ:  Petra Kvitová [8]
- Lịch thi đấu

| Trận đấu trên Sân chính                                                             | Trận đấu trên Sân chính               | Trận đấu trên Sân chính                   | Trận đấu trên Sân chính           |
| Trận đấu trên sân Rod Laver Arena                                                   | Trận đấu trên sân Rod Laver Arena     | Trận đấu trên sân Rod Laver Arena         | Trận đấu trên sân Rod Laver Arena |
| Sự kiện                                                                             | Người thắng trận                      | Người thua cuộc                           | Tỷ số                             |
| ----------------------------------------------------------------------------------- | ------------------------------------- | ----------------------------------------- | --------------------------------- |
| Chung kết đơn nữ trẻ                                                                | Clara Tauson [1]                      | Leylah Annie Fernandez [4]                | 6–4, 6–3                          |
| Chung kết đơn xe lăn quad                                                           | Dylan Alcott [1]                      | David Wagner [2]                          | 6–4, 7–6(7–2)                     |
| Chung kết đơn nam trẻ                                                               | Lorenzo Musetti [1]                   | Emilio Nava [13]                          | 4–6, 6–2, 7–6(14–12)              |
| Chung kết đơn nữ                                                                    | Naomi Osaka [4]                       | Petra Kvitová [8]                         | 7–6(7–2), 5–7, 6–4                |
| Chung kết đôi nam nữ                                                                | Barbora Krejčíková [3] Rajeev Ram [3] | Astra Sharma [WC] John-Patrick Smith [WC] | 7–6(7–3), 6–1                     |
| Trận đấu được tô màu là trận đấu diễn ra vào ban đêm                                |                                       |                                           |                                   |
| Các trận đấu bắt đầu vào 12:15 sáng, các trận đấu ban đêm bắt đầu vào 7:30 tối AEDT |                                       |                                           |                                   |

### Ngày 14 (27 tháng 1)
- Hạt giống bị loại:
  - Đơn nam:  Rafael Nadal [2]
  - Đôi nam:  Henri Kontinen /  John Peers [12]
- Lịch thi đấu

| Trận đấu trên Sân chính                                                             | Trận đấu trên Sân chính                     | Trận đấu trên Sân chính             | Trận đấu trên Sân chính           |
| Trận đấu trên sân Rod Laver Arena                                                   | Trận đấu trên sân Rod Laver Arena           | Trận đấu trên sân Rod Laver Arena   | Trận đấu trên sân Rod Laver Arena |
| Sự kiện                                                                             | Người thắng trận                            | Người thua cuộc                     | Tỷ số                             |
| ----------------------------------------------------------------------------------- | ------------------------------------------- | ----------------------------------- | --------------------------------- |
| Chung kết đôi nam                                                                   | Pierre-Hugues Herbert [5] Nicolas Mahut [5] | Henri Kontinen [12] John Peers [12] | 6–4, 7–6(7–1)                     |
| Chung kết đơn nam                                                                   | Novak Djokovic [1]                          | Rafael Nadal [2]                    | 6–3, 6–2, 6–3                     |
| Trận đấu được tô màu là trận đấu diễn ra vào ban đêm                                |                                             |                                     |                                   |
| Các trận đấu bắt đầu vào 12:15 sáng, các trận đấu ban đêm bắt đầu vào 7:30 tối AEDT |                                             |                                     |                                   |

## Nhà vô địch

### Chuyên nghiệp

#### Đơn nam
- Novak Djokovic đánh bại  Rafael Nadal, 6–3, 6–2, 6–3

#### Đơn nữ
- Naomi Osaka đánh bại  Petra Kvitová, 7–6(7–2), 5–7, 6–4

#### Đôi nam
- Pierre-Hugues Herbert /  Nicolas Mahut đánh bại  Henri Kontinen /  John Peers, 6–4, 7–6(7–1)

#### Đôi nữ
- Samantha Stosur /  Zhang Shuai đánh bại  Tímea Babos /  Kristina Mladenovic, 6–3, 6–4

#### Đôi hỗn hợp
- Barbora Krejčíková /  Rajeev Ram đánh bại  Astra Sharma /  John-Patrick Smith, 7–6(7–3), 6–1

### Trẻ

#### Đơn nam trẻ
- Lorenzo Musetti đánh bại  Emilio Nava, 4–6, 6–2, 7–6(14–12)

#### Đơn nữ trẻ
- Clara Tauson đánh bại  Leylah Annie Fernandez, 6–4, 6–3

#### Đôi nam trẻ
- Jonáš Forejtek /  Dalibor Svrčina đánh bại  Cannon Kingsley /  Emilio Nava, 7–6(7–5), 6–4

#### Đôi nữ trẻ
- Natsumi Kawaguchi /  Adrienn Nagy đánh bại  Chloe Beck /  Emma Navarro, 6–4, 6–4

### Huyền thoại

#### Đôi nam huyền thoại
- Mansour Bahrami /  Mark Philippoussis đánh bại  Jonas Björkman /  Thomas Johansson, 4–3(5–3), 4–2

### Nội dung xe lăn

#### Đơn nam xe lăn
- Gustavo Fernández đánh bại  Stefan Olsson, 7–5, 6–3

#### Đơn nữ xe lăn
- Diede de Groot đánh bại  Yui Kamiji, 6–0, 6–2

#### Đơn xe lăn quad
- Dylan Alcott đánh bại  David Wagner, 6–4, 7–6(7–2)

#### Đôi nam xe lăn
- Joachim Gérard /  Stefan Olsson đánh bại  Stéphane Houdet /  Ben Weekes, 6–3, 6–2

#### Đôi nữ xe lăn
- Diede de Groot /  Aniek van Koot đánh bại  Marjolein Buis /  Sabine Ellerbrock, 5–7, 7–6(7–4), [10–8]

#### Đôi xe lăn quad
- Dylan Alcott /  Heath Davidson đánh bại  Andrew Lapthorne /  David Wagner, 6–3, 6–7(6–8), [12–10]

## Hạt giống đơn
Dưới đây là những tay vợt được xếp loại hạt giống. Hạt giống dựa trên bảng xếp hạng ATP và WTA vào ngày 7 tháng 1 năm 2019, trong khi xếp hạng và điểm trước thi đấu là vào ngày 14 tháng 1 năm 2019. Điểm sau thi đấu là vào ngày 28 tháng 1 năm 2019.

### Đơn nam
| Hạt giống | Xếp hạng | Tay vợt               | Điểm trước thi đấu | Điểm bảo vệ | Điểm giành được | Điểm sau thi đấu | Thực trạng                                       |
| --------- | -------- | --------------------- | ------------------ | ----------- | --------------- | ---------------- | ------------------------------------------------ |
| 1         | 1        | Novak Djokovic        | 9,135              | 180         | 2,000           | 10,955           | Champion, defeated Rafael Nadal [2]              |
| 2         | 2        | Rafael Nadal          | 7,480              | 360         | 1,200           | 8,320            | Runner-up, lost to Novak Djokovic [1]            |
| 3         | 3        | Roger Federer         | 6,420              | 2,000       | 180             | 4,600            | Fourth round lost to Stefanos Tsitsipas [14]     |
| 4         | 4        | Alexander Zverev      | 6,385              | 90          | 180             | 6,475            | Fourth round lost to Milos Raonic [16]           |
| 5         | 6        | Kevin Anderson        | 4,810              | 10          | 45              | 4,845            | Second round lost to Frances Tiafoe              |
| 6         | 7        | Marin Čilić           | 4,160              | 1,200       | 180             | 3,140            | Fourth round lost to Roberto Bautista Agut [22]  |
| 7         | 8        | Dominic Thiem         | 4,095              | 180         | 45              | 3,960            | Second round retired against Alexei Popyrin [WC] |
| 8         | 9        | Kei Nishikori         | 3,750              | 0           | 360             | 4,110            | Quarterfinals retired against Novak Djokovic [1] |
| 9         | 10       | John Isner            | 3,155              | 10          | 10              | 3,155            | First round lost to Reilly Opelka                |
| 10        | 11       | Karen Khachanov       | 2,835              | 45          | 90              | 2,880            | Third round lost to Roberto Bautista Agut [22]   |
| 11        | 12       | Borna Ćorić           | 2,435              | 10          | 180             | 2,605            | Fourth round lost to Lucas Pouille [28]          |
| 12        | 13       | Fabio Fognini         | 2,315              | 180         | 90              | 2,225            | Third round lost to Pablo Carreño Busta [23]     |
| 13        | 14       | Kyle Edmund           | 2,150              | 720         | 10              | 1,440            | First round lost to Tomáš Berdych                |
| 14        | 15       | Stefanos Tsitsipas    | 2,095              | 10          | 720             | 2,805            | Semifinals lost to Rafael Nadal [2]              |
| 15        | 19       | Daniil Medvedev       | 1,865              | 45          | 180             | 2,000            | Fourth round lost to Novak Djokovic [1]          |
| 16        | 17       | Milos Raonic          | 1,900              | 10          | 360             | 2,250            | Quarterfinals lost to Lucas Pouille [28]         |
| 17        | 18       | Marco Cecchinato      | 1,889              | (29)†       | 10              | 1,870            | First round lost to Filip Krajinović             |
| 18        | 16       | Diego Schwartzman     | 1,925              | 180         | 90              | 1,835            | Third round lost to Tomáš Berdych                |
| 19        | 20       | Nikoloz Basilashvili  | 1,820              | 90          | 90              | 1,820            | Third round lost to Stefanos Tsitsipas [14]      |
| 20        | 21       | Grigor Dimitrov       | 1,790              | 360         | 180             | 1,610            | Fourth round lost to Frances Tiafoe              |
| 21        | 22       | David Goffin          | 1,785              | 45          | 90              | 1,830            | Third round lost to Daniil Medvedev [15]         |
| 22        | 24       | Roberto Bautista Agut | 1,605              | 10          | 360             | 1,955            | Quarterfinals lost to Stefanos Tsitsipas [14]    |
| 23        | 23       | Pablo Carreño Busta   | 1,705              | 180         | 180             | 1,705            | Fourth round lost to Kei Nishikori [8]           |
| 24        | 25       | Chung Hyeon           | 1,585              | 720         | 45              | 910              | Second round lost to Pierre-Hugues Herbert       |
| 25        | 27       | Denis Shapovalov      | 1,440              | 45          | 90              | 1,485            | Third round lost to Novak Djokovic [1]           |
| 26        | 28       | Fernando Verdasco     | 1,410              | 45          | 90              | 1,455            | Third round lost to Marin Čilić [6]              |
| 27        | 29       | Alex de Minaur        | 1,353              | 0           | 90              | 1,443            | Third round lost to Rafael Nadal [2]             |
| 28        | 31       | Lucas Pouille         | 1,245              | 10          | 720             | 1,955            | Semifinals lost to Novak Djokovic [1]            |
| 29        | 30       | Gilles Simon          | 1,280              | 45          | 45              | 1,280            | Second round lost to Alex Bolt [WC]              |
| 30        | 33       | Gaël Monfils          | 1,195              | 45          | 45              | 1,195            | Second round lost to Taylor Fritz                |
| 31        | 34       | Steve Johnson         | 1,190              | 10          | 10              | 1,190            | First round lost to Andreas Seppi                |
| 32        | 32       | Philipp Kohlschreiber | 1,215              | 10          | 45              | 1,250            | Second round lost to João Sousa                  |

† Tay vợt không vượt qua vòng loại ở giải đấu năm 2018. Thay vào đó, điểm tốt nhất của lần 18 sẽ được thay thế vào.

#### Tay vợt rút lui khỏi giải đấu
| Xếp hạng | Tay vợt               | Điểm trước | Điểm bảo vệ | Điểm sau | Lý do rút lui       |
| -------- | --------------------- | ---------- | ----------- | -------- | ------------------- |
| 5        | Juan Martín del Potro | 5,150      | 90          | 5,060    | Chấn thương đầu gối |
| 26       | Richard Gasquet       | 1,535      | 90          | 1,445    | Chấn thương háng    |

### Đơn nữ
| Hạt giống | Xếp hạng | Tay vợt              | Điểm trước thi đấu | Điểm bảo vệ | Điểm giành được | Điểm sau thi đấu | Thực trạng                                    |
| --------- | -------- | -------------------- | ------------------ | ----------- | --------------- | ---------------- | --------------------------------------------- |
| 1         | 1        | Simona Halep         | 6,642              | 1,300       | 240             | 5,582            | Fourth round lost to Serena Williams [16]     |
| 2         | 2        | Angelique Kerber     | 5,505              | 780         | 240             | 4,965            | Fourth round lost to Danielle Collins         |
| 3         | 3        | Caroline Wozniacki   | 5,436              | 2,000       | 130             | 3,566            | Third round lost to Maria Sharapova [30]      |
| 4         | 4        | Naomi Osaka          | 5,270              | 240         | 2,000           | 7,030            | Champion, defeated Petra Kvitová [8]          |
| 5         | 5        | Sloane Stephens      | 5,077              | 10          | 240             | 5,307            | Fourth round lost to Anastasia Pavlyuchenkova |
| 6         | 7        | Elina Svitolina      | 4,940              | 430         | 430             | 4,940            | Quarterfinals lost to Naomi Osaka [4]         |
| 7         | 8        | Karolína Plíšková    | 4,750              | 430         | 780             | 5,100            | Semifinals lost to Naomi Osaka [4]            |
| 8         | 6        | Petra Kvitová        | 5,000              | 10          | 1,300           | 6,290            | Runner-up, lost to Naomi Osaka [4]            |
| 9         | 9        | Kiki Bertens         | 4,490              | 130         | 70              | 4,430            | Second round lost to Anastasia Pavlyuchenkova |
| 10        | 10       | Daria Kasatkina      | 3,415              | 70          | 10              | 3,355            | First round lost to Timea Bacsinszky [PR]     |
| 11        | 11       | Aryna Sabalenka      | 3,365              | 10          | 130             | 3,485            | Third round lost to Amanda Anisimova          |
| 12        | 14       | Elise Mertens        | 2,985              | 780         | 130             | 2,335            | Third round lost to Madison Keys [17]         |
| 13        | 12       | Anastasija Sevastova | 3,160              | 70          | 240             | 3,330            | Fourth round lost to Naomi Osaka [4]          |
| 14        | 13       | Julia Görges         | 3,055              | 70          | 10              | 2,995            | First round lost to Danielle Collins          |
| 15        | 15       | Ashleigh Barty       | 2,985              | 130         | 430             | 3,285            | Quarterfinals lost to Petra Kvitová [8]       |
| 16        | 16       | Serena Williams      | 2,976              | 0           | 430             | 3,406            | Quarterfinals lost to Karolína Plíšková [7]   |
| 17        | 17       | Madison Keys         | 2,976              | 430         | 240             | 2,786            | Fourth round lost to Elina Svitolina [6]      |
| 18        | 18       | Garbiñe Muguruza     | 2,865              | 70          | 240             | 3,035            | Fourth round lost to Karolína Plíšková [7]    |
| 19        | 19       | Caroline Garcia      | 2,660              | 240         | 130             | 2,550            | Third round lost to Danielle Collins          |
| 20        | 20       | Anett Kontaveit      | 2,525              | 240         | 70              | 2,355            | Second round lost to Aliaksandra Sasnovich    |
| 21        | 21       | Wang Qiang           | 2,485              | 10          | 130             | 2,605            | Third round lost to Anastasija Sevastova [13] |
| 22        | 22       | Jeļena Ostapenko     | 2,362              | 130         | 10              | 2,242            | First round lost to Maria Sakkari             |
| 23        | 23       | Carla Suárez Navarro | 2,153              | 430         | 70              | 1,793            | Second round lost to Dayana Yastremska        |
| 24        | 24       | Lesia Tsurenko       | 1,896              | 70          | 70              | 1,896            | Second round lost to Amanda Anisimova         |
| 25        | 26       | Mihaela Buzărnescu   | 1,700              | 10          | 10              | 1,700            | First round lost to Venus Williams            |
| 26        | 25       | Dominika Cibulková   | 1,735              | 10          | 10              | 1,735            | First round lost to Zhang Shuai               |
| 27        | 28       | Camila Giorgi        | 1,645              | 70          | 130             | 1,705            | Third round lost to Karolína Plíšková [7]     |
| 28        | 27       | Hsieh Su-wei         | 1,680              | 240         | 130             | 1,570            | Third round lost to Naomi Osaka [4]           |
| 29        | 29       | Donna Vekić          | 1,580              | 70          | 70              | 1,580            | Second round lost to Kimberly Birrell [WC]    |
| 30        | 30       | Maria Sharapova      | 1,552              | 130         | 240             | 1,662            | Fourth round lost to Ashleigh Barty [15]      |
| 31        | 32       | Petra Martić         | 1,465              | 240         | 130             | 1,355            | Third round lost to Sloane Stephens [5]       |
| 32        | 34       | Barbora Strýcová     | 1,331              | 240         | 10              | 1,101            | First round lost to Yulia Putintseva          |

## Hạt giống đôi
| Đội                   | Đội                    | Xếp hạng | Hạt giống |
| --------------------- | ---------------------- | -------- | --------- |
| Oliver Marach         | Mate Pavić             | 7        | 1         |
| Juan Sebastián Cabal  | Robert Farah           | 10       | 2         |
| Jamie Murray          | Bruno Soares           | 14       | 3         |
| Bob Bryan             | Mike Bryan             | 15       | 4         |
| Pierre-Hugues Herbert | Nicolas Mahut          | 23       | 5         |
| Raven Klaasen         | Michael Venus          | 30       | 6         |
| Łukasz Kubot          | Horacio Zeballos       | 39       | 7         |
| Ben McLachlan         | Jan-Lennard Struff     | 40       | 8         |
| Jean-Julien Rojer     | Horia Tecău            | 44       | 9         |
| Dominic Inglot        | Franko Škugor          | 46       | 10        |
| Rajeev Ram            | Joe Salisbury          | 48       | 11        |
| Henri Kontinen        | John Peers             | 57       | 12        |
| Ivan Dodig            | Édouard Roger-Vasselin | 61       | 13        |
| Feliciano López       | Marc López             | 65       | 14        |
| Rohan Bopanna         | Divij Sharan           | 68       | 15        |
| Robin Haase           | Matwé Middelkoop       | 74       | 16        |

| Đội                   | Đội                         | Xếp hạng | Hạt giống |
| --------------------- | --------------------------- | -------- | --------- |
| Barbora Krejčíková    | Kateřina Siniaková          | 2        | 1         |
| Tímea Babos           | Kristina Mladenovic         | 6        | 2         |
| Gabriela Dabrowski    | Xu Yifan                    | 23       | 3         |
| Nicole Melichar       | Květa Peschke               | 25       | 4         |
| Andreja Klepač        | María José Martínez Sánchez | 36       | 5         |
| Lucie Hradecká        | Ekaterina Makarova          | 37       | 6         |
| Chan Hao-ching        | Latisha Chan                | 43       | 7         |
| Hsieh Su-wei          | Abigail Spears              | 47       | 8         |
| Raquel Atawo          | Katarina Srebotnik          | 49       | 9         |
| Irina-Camelia Begu    | Mihaela Buzărnescu          | 51       | 10        |
| Eri Hozumi            | Alicja Rosolska             | 62       | 11        |
| Anna-Lena Grönefeld   | Vania King                  | 63       | 12        |
| Kirsten Flipkens      | Johanna Larsson             | 72       | 13        |
| Miyu Kato             | Makoto Ninomiya             | 73       | 14        |
| Bethanie Mattek-Sands | Demi Schuurs                | 75       | 15        |
| Peng Shuai            | Yang Zhaoxuan               | 77       | 16        |

### Đôi nam nữ
| Đội                 | Đội                  | Xếp hạng | Hạt giống |
| ------------------- | -------------------- | -------- | --------- |
| Gabriela Dabrowski  | Mate Pavić           | 13       | 1         |
| Nicole Melichar     | Bruno Soares         | 21       | 2         |
| Barbora Krejčíková  | Rajeev Ram           | 22       | 3         |
| Mihaela Buzărnescu  | Oliver Marach        | 29       | 4         |
| Anna-Lena Grönefeld | Robert Farah         | 31       | 5         |
| Abigail Spears      | Juan Sebastián Cabal | 35       | 6         |
| Makoto Ninomiya     | Ben McLachlan        | 39       | 7         |
| Ekaterina Makarova  | Artem Sitak          | 41       | 8         |

- 1 Bảng xếp hạng vào ngày 7 tháng 1 năm 2019.

## Đặc cách vào vòng đấu chính
| - Alex Bolt - James Duckworth - Jason Kubler - Li Zhe - Marc Polmans - Alexei Popyrin - Jack Sock - Jo-Wilfried Tsonga | - Destanee Aiava - Kimberly Birrell - Clara Burel - Zoe Hives - Priscilla Hon - Whitney Osuigwe - Peng Shuai - Ellen Perez |

| - Alex Bolt / Marc Polmans - James Duckworth / Jordan Thompson - Blake Ellis / Alexei Popyrin - Lleyton Hewitt / John-Patrick Smith - Gong Maoxin / Zhang Ze - Nick Kyrgios / Matt Reid - Max Purcell / Luke Saville | - Destanee Aiava / Naiktha Bains - Alison Bai / Zoe Hives - Kimberly Birrell / Priscilla Hon - Lizette Cabrera / Jaimee Fourlis - Chang Kai-chen / Hsu Ching-wen - Ellen Perez / Arina Rodionova - Astra Sharma / Isabelle Wallace |

| - Monique Adamczak / Matt Reid - Priscilla Hon / Alexei Popyrin - Maddison Inglis / Jason Kubler - Jessica Moore / Andrew Whittington - Astra Sharma / John-Patrick Smith - Samantha Stosur / Leander Paes - Iga Świątek / Łukasz Kubot - Zhang Shuai / John Peers |

## Vòng loại
| 1. Tatsuma Ito 2. Christopher Eubanks 3. Bjorn Fratangelo 4. Dan Evans 5. Henri Laaksonen 6. Prajnesh Gunneswaran 7. Gleb Sakharov 8. Stefano Travaglia 9. Rudolf Molleker 10. Thanasi Kokkinakis 11. Lloyd Harris 12. Luca Vanni 13. Mitchell Krueger 14. Viktor Troicki 15. Kamil Majchrzak 16. Miomir Kecmanović | 1. Astra Sharma 2. Misaki Doi 3. Viktorija Golubic 4. Bianca Andreescu 5. Karolína Muchová 6. Iga Świątek 7. Veronika Kudermetova 8. Anna Kalinskaya 9. Paula Badosa Gibert 10. Harriet Dart 11. Zhu Lin 12. Varvara Lepchenko 13. Jessika Ponchet 14. Ysaline Bonaventure 15. Natalia Vikhlyantseva 16. Beatriz Haddad Maia |

## Bảo toàn thứ hạng
Dưới đây là những tay vợt được vào vòng đấu chính nhờ bảo toàn thứ hạng:
| Đơn nam - Steve Darcis (PR 90) - Andy Murray (PR 2) - Janko Tipsarević (PR 88) | Đơn nữ - Timea Bacsinszky (PR 23) - Bethanie Mattek-Sands (PR 90) - Laura Siegemund (PR 32) |

## Rút lui
Dưới đây là những tay vợt đã được vào vòng đấu chính, nhưng rút lui vì bị chấn thương hoặc những lý do khác
Trước giải đấu
| Đơn nam - Juan Martín del Potro → thay thế bởi Pedro Sousa - Richard Gasquet → thay thế bởi Ugo Humbert - Jozef Kovalík → thay thế bởi Michael Mmoh - Vasek Pospisil → thay thế bởi Guillermo García López | Đơn nữ - CoCo Vandeweghe → thay thế bởi Sachia Vickery |

## Nhà tài trợ
- Luzhou Laojiao
- Emirates
- Kia Motors
- ANZ
- AccorHotels
- Blackmores
- Infosys
- MasterCard
- Rolex
- Ganten Baisushan
- DeRucci
- Barilla Group
- CPA Australia